# سوردفیش
Swordfish (به انگلیسی: Fairey_Swordfish) یک هواگرد از نوع هواگرد اژدرافکن ساخت شرکت Fairey Aviation است. هواگرد Swordfish نخستین پروازش را در ۱۷ آوریل ۱۹۳۴ میلادی انجام داد. این هواگرد در سال ۱۹۳۶ میلادی رسماً معرفی گردید و در سال‌های ۱۹۳۶–۱۹۴۴ تولید شده‌است. در مجموع، تعداد 2,391 (692 by Fairey and 1,699 by Blackburn) فروند از این هواگرد ساخته شده‌است.